# Токарєва-Александрович Любов Йосипівна
Любов Йосипівна Токарєва-Александрович (нар. 3 квітня 1919, Одеса — пом. 2003) — українська художниця; член Спілки радянських художників України з 1966 року.

## Біографія
Народилася 3 квітня 1919 року в місті Одесі (нині Україна). Навчалась в Одеському художньому училищі. 1949 року закінчила Інститут живопису, скульптури й архітектури імені І. Ю. Рєпіна Академії мистецтв СРСР в Ленінграді. Її педагогами були Павло Волокидін, Олексій Шовкуненко, Бобишов Михайло Павлович.
Жила в Одесі, в будинку на вулиці Великій Арнаутській, № 1, квартира 15. Померла у 2003 році.

## Творчість
Працювала в галузі станкового живопису. Серед робіт:
- «Сутінки» (1954);
- «Тренування» (1963);
- «Гурзуф. Весна» (1964—1965);
- «Жінки. Тяжкі часи» (1965);
- «Син» (1967);
- «Седнів. Осінні мотиви» (1970—1975);
- «Спортсменки» (1998).

Брала участь у республіканських виставках з 1954 року, всесоюзних з 1963 року. 